# Fournier RF-47
Die Fournier RF-47 war der Entwurf eines zweisitzigen Schulungsflugzeugs, das der französische Luftfahrtkonstrukteur René Fournier Anfang der 90er Jahre für Arc Atlantique in Tours entwickelt hatte. Einige wenige Exemplare wurden Ende der 90er Jahre bei der französischen Euravial S.A. in Serie gebaut. Die Fournier RF-47 war der vorläufig letzte Flugzeugentwurf von René Fournier.

## Geschichte
Die Entwicklung der Fournier RF-47 ging auf eine Initiative von Andre Daout zurück, der Anfang der 90er Jahre bei Tours Aviation ein Trainerflugzeug für den französischen Luftsportverband FNA in Serie bringen wollte. René Fournier wurde für Daout als technischer Berater tätig. Da die Rechte an der eigentlich für diese Zwecke vorgesehenen Fournier RF-6B Club bei Slingsby Aviation in England lagen, begann Fournier aufsetzend auf der einsitzigen Fournier RF 4 mit der Entwicklung eines neuen Flugzeugs. Da das Trainerflugzeug als reines Motorflugzeug zugelassen werden sollte, übernahm Fournier von Fournier RF-7 die motortechnischen Merkmale. Da der Entwurf durch Kombination der RF 4 und RF-7 zustande kam, bezeichnete René Fournier ihn als Fournier RF-47.
Die Fertigung der Baugruppen für den Prototyp begann Mitte 1991 bei Siravia. Die Montage des Prototyps begann im Januar 1992 bei Tours Aviation in St. Symphonerien bei Tours. Den Erstflug der RF-47, F-WNDF führte Bernard Chauvreau am 9. April 1993 durch. Um die Gewichtsprobleme des Prototyps zu beseitigen, überarbeitete Fournier die Konstruktion des Flügelholms, der in eine Kombination aus Holz- und Kohlenstofffaserverbundwerkstoffen überführt wurde. Der zweite Prototyp flog am 30. März 1995. Am 4. Oktober 1995 erteilte die französische Zulassungsbehörde für die RF-47 die Musterzulassung Nr. 187.

## Konstruktion
In der Grundform ihrer Auslegung entsprach die in einer Kombination aus Holz- und Verbundwerkstoffen ausgelegte RF-47 einer verkleinerten RF-6B mit starrem Haupt- und Bugfahrwerk. Bei der Auslegung der RF-47 setzte René Fournier allerdings nicht auf der RF-6 auf, sondern verwendete als Ausgangspunkt erneut die einsitzige RF 4, deren Rumpf für die Aufnahme von zwei Sitzen verbreitert wurde, Während die Abmessungen des Flügels weitgehend von der RF 4 übernommen wurde, entsprach das Leitwerk in seiner Grundform dem Leitwerk der RF-6B. Als Motor war zunächst ein 98 PS starker Sauer-Motor vorgesehen, der später durch den 87 PS starken Limbach L2400 ersetzt wurde.

## Vermarktung und Weiterentwicklung
Einen Überblick über sämtliche gebauten RF-47 findet man bei 

### RF-47-Kitproduktion bei Euravial S.A.
Nach der Musterzulassung der RF-47 bemühte sich Andre Daout um finanzielle Unterstützung für den Aufbau einer Serienproduktion bei Tours Aviation, die bereits 1993 in Arc Atlantique SARL umbenannt worden war, nachdem Daout eine Verlagerung des Betriebs in eine strukturschwache Region in Betracht zog. Da eine staatliche Förderung bei der Verlagerung von Arc Atlantique nicht zu bekommen war, beteiligte sich Daout 1998 an einer Arbeitsbeschaffungsmaßnahme der Stadt Epinal in den Vogesen. In der speziell für die Arbeitsbeschaffungsmaßnahme gegründeten Euravial S.A. sollten für Arc Atlantique RF-47 Baugruppen gefertigt werden, die Andre Daout anschließend als Eigenbausätze vermarkten wollte. Geplant war die Herstellung von 4 Bausätzen pro Monat, mit denen bis zu 45 Mitarbeiter bei Euravial beschäftigt werden sollten.
Bei Euravial entstand 1998 ein Testbausatz, der anschließend montiert wurde und am 22. März 1999 erstmals flog. Die Serienproduktion der RF-47 Bausätze begann im Sommer 1999 in Epinal. Bis September 1999 wurden drei Bausätze fertiggestellt. Da die Arbeitsbeschaffungsmaßnahme mit nur einem Kit pro Monat kapazitiv deutlich unter den erwarteten 45 Mitarbeitern blieb, stellte die staatliche Seite die Förderung des Vorhabens bereits Ende September 1999 ein. Euravial wurde nach der Fertigstellung von vier Bausätzen 1999 wieder aufgelöst.
Die drei Kitsätze sowie die bereits montierte erste Serienmaschinen verblieben bei Arc Atlantique. Zwei Kitsätze wurden später von Privatpersonen erworben und im Eigenbau montiert. Insgesamt entstanden zwischen 1991 und 1999 sechs RF-47.

## Technische Daten
| Kenngröße             | Daten                      |
| --------------------- | -------------------------- |
| Besatzung/Passagiere  | 1/1                        |
| Länge                 | 6,44 m                     |
| Spannweite            | 10,0 m                     |
| Höhe                  | 2,22 m                     |
| Flügelfläche          | 10,93 m²                   |
| Flügelstreckung       | 9,1                        |
| Leermasse             | 395 kg                     |
| Startmasse            | 620 kg                     |
| Reisegeschwindigkeit  | 180 km/h                   |
| Höchstgeschwindigkeit | 230 km/h                   |
| Dienstgipfelhöhe      | 5000 m                     |
| Reichweite            | 1000 km                    |
| Triebwerke            | 1 x 87 PS Limbach L2400EBI |